# Mumbai-bomberne 13. juli 2011
Mumbai bomberne 13. juli 2011 var en serie af tre bombeeksplosioner forskellige steder i Mumbai, Indien, den 13. juli 2011 mellem 18:54 og 19:06 IST. Bomberne var placeret ved opera huset, Zaveri Bazaar og Dadar, 17 blev dræbt og 141 sårede. En femte bombe ved Santacruz blev fundet inden den sprang.